# تشارلز روزين (رسام)
تشارلز روزين (بالإنجليزية: Charles Rosen)‏ هو رسام أمريكي، ولد في 28 أبريل 1878 في Reagantown, Pennsylvania ‏ في الولايات المتحدة، وتوفي في 21 يونيو 1950 في كينغستون في الولايات المتحدة.

## معرض صور

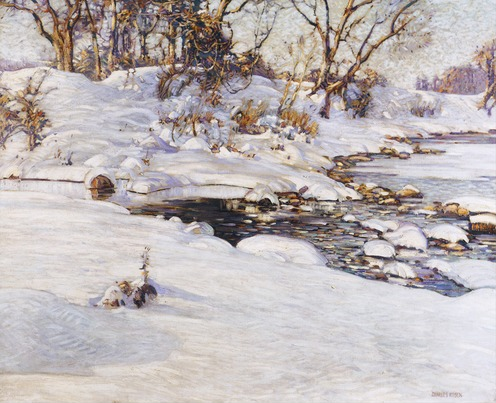
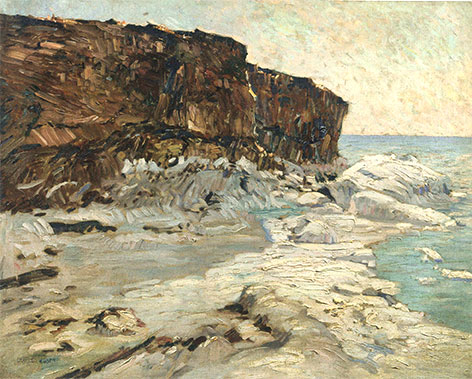
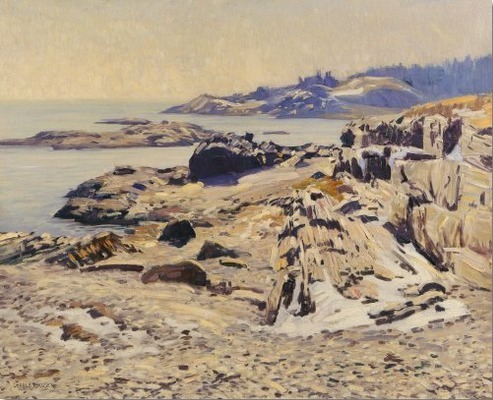
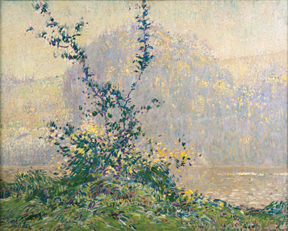
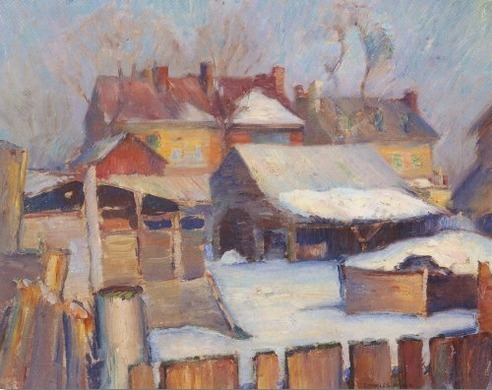